# Anigozanthos
Anigozanthos Labill. – rodzaj pirofilnych roślin z rodziny hemodorowatych. Obejmuje 11 gatunków występujących w południowo-zachodniej Australii. A. flavidus został introdukowany do Kolumbii, na Tasmanię i do Południowej Afryki. Ze względu na nietypowe kwiaty rośliny te są uprawiane jako ozdobne i na kwiat cięty.

## Morfologia

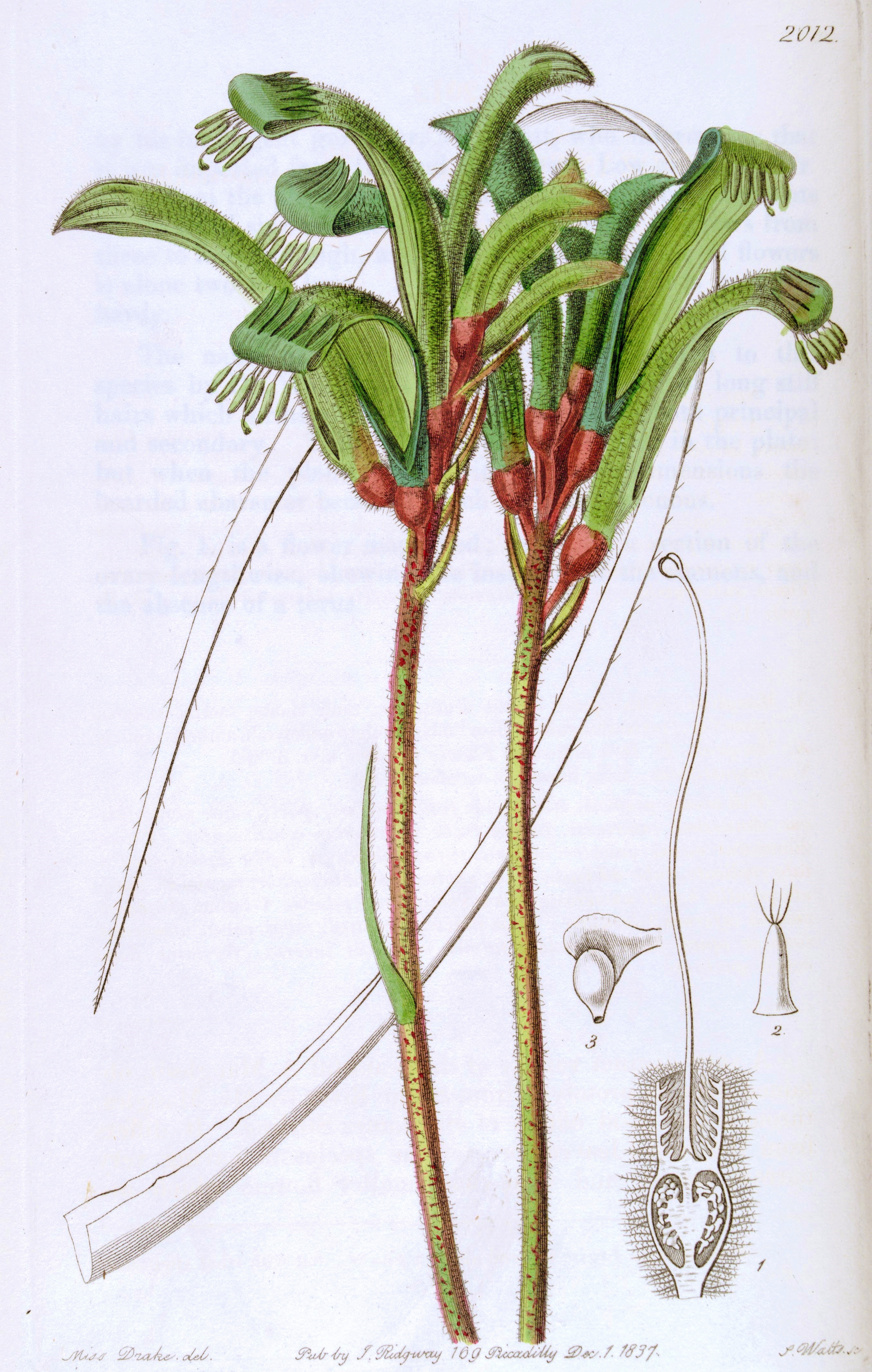
Anigozanthus manglesii

PokrójWieloletnie rośliny zielne, często tworzące kępy. Osiągają wysokość od 15 cm (A. gabrielae) do 150 cm (A. pulcherrimus, A. rufus), a nawet 200 cm (A. flavidus).
PędyKrótkie, nierozgałęzione kłącze.
LiścieUlistnienie naprzemianległe, dwurzędowe. Liście odziomkowe, wyrastające w rozecie. Blaszki liściowe siedzące, u nasady pochwiaste, mieczowate, lancetowate do równowąskich, z nasadzonym kończykiem, płaskie do okrągławych na przekroju, nagie lub owłosione, zielone lub szarawe, u niektórych gatunków omszone.
KwiatyKwiaty zebrane od kilku do wielu w jednostronne grono, opisywane też jako nierozgałęziony lub rozwidlony skrętek, albo luźna wiecha złożona z rozwidlonych skrętków lub dwurzędowych, kłosowatych gron. Osie kwiatostanu i liście przykwiatowe szaro lub siwo omszone lub kutnerowate. Okwiat grzbiecisty, długości 4–9 cm, rurkowaty i w okresie kwitnienia w górnym odcinku krótko lub głęboko rozszczepiony po stronie brzusznej, tworząc wyprostowany lub sierpowato wygięty kapturek, owłosiony czerwonymi, zielonymi, żółtymi lub pomarańczowymi włoskami, wewnątrz nagi. Okwiat zwieńczony jest sześcioma trójkątnymi łatkami, położonymi poziomo do wyprostowanych lub odgiętymi. Sześć pręcików osadzonych w pobliżu nasady listków okwiatu, w od 1 do 3 rzędów. Nitka od nasady główki wnika między pylniki w postaci niekiedy kończykowatego łącznika. Zalążnia trójkomorowa, dolna, kulistawa, opisywana też jako stożkowata u nasady i spłaszczona wierzchołkowo. W każdej komorze znajduje się od dwóch (u A. pulcherrimus i A. rufus) do wielu zalążków. Szyjka słupka nitkowata, wyprostowana u nasady, a następnie zakrzywiona, zwieńczona kulistawym znamieniem.
OwoceElipsoidalne torebki, pękające komorowo. Nasiona kanciaste lub podługowate, dziobate lub wzdłużnie rowkowane, czerwonawe, bladobrązowe, szare lub czarne. Bielmo helobialne.
Gatunki podobneBlisko spokrewniony z rodzajem Macropidia, od którego różni się jednak pękaniem torebek komorowo, mniejszymi nasionami, dwoma lub więcej zalążkami w komorach zalążni (u Macropidia jeden), krótszymi nitkami pręcików, mniej głęboko podzielonym okwiatem, kolorem włosków okwiatu (które u Macropidia są czarne). Rośliny obu rodzajów cechuje również silna izolacja genetyczna.

## Biologia i ekologia

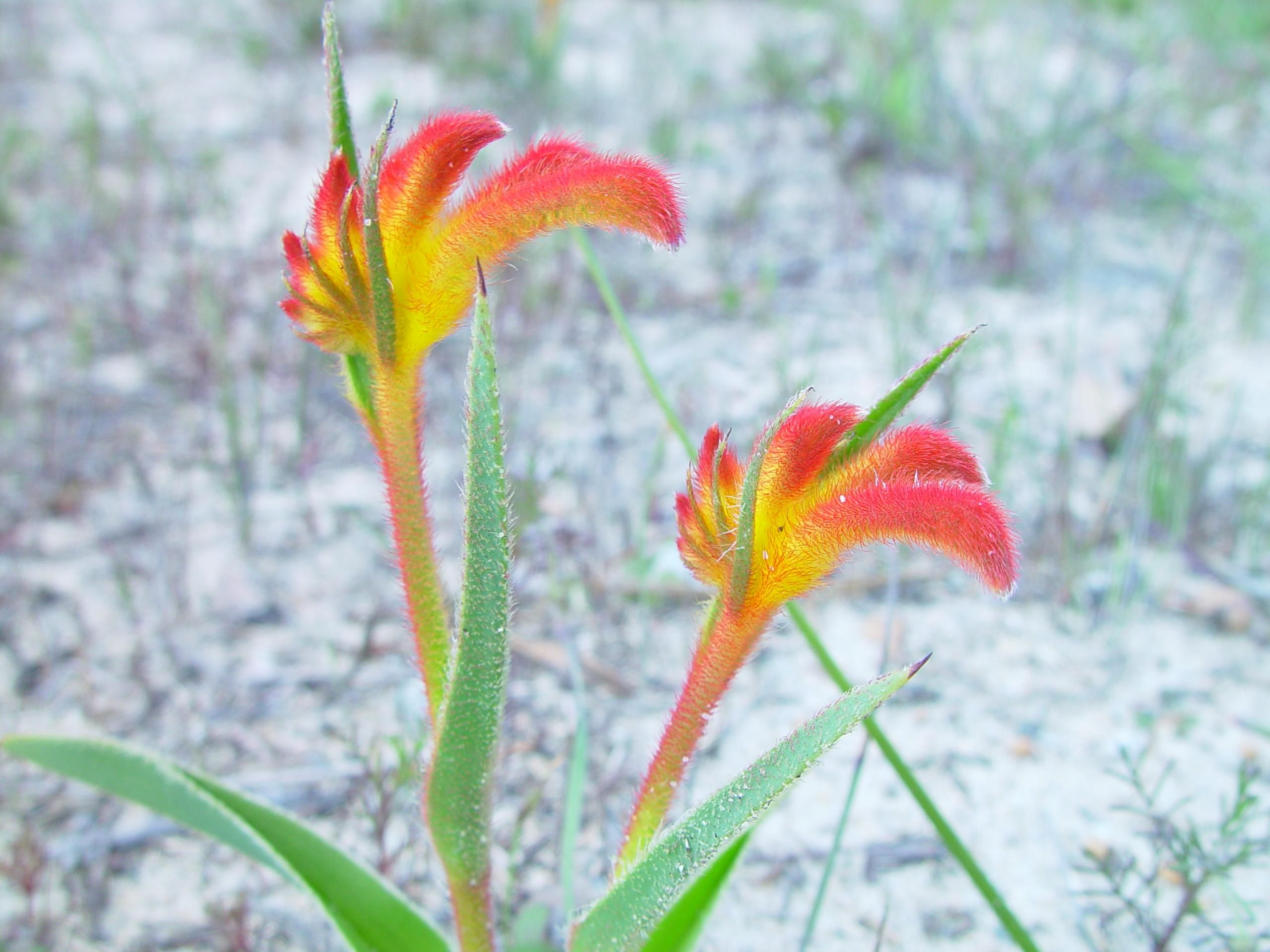
Anigozanthos bicolor

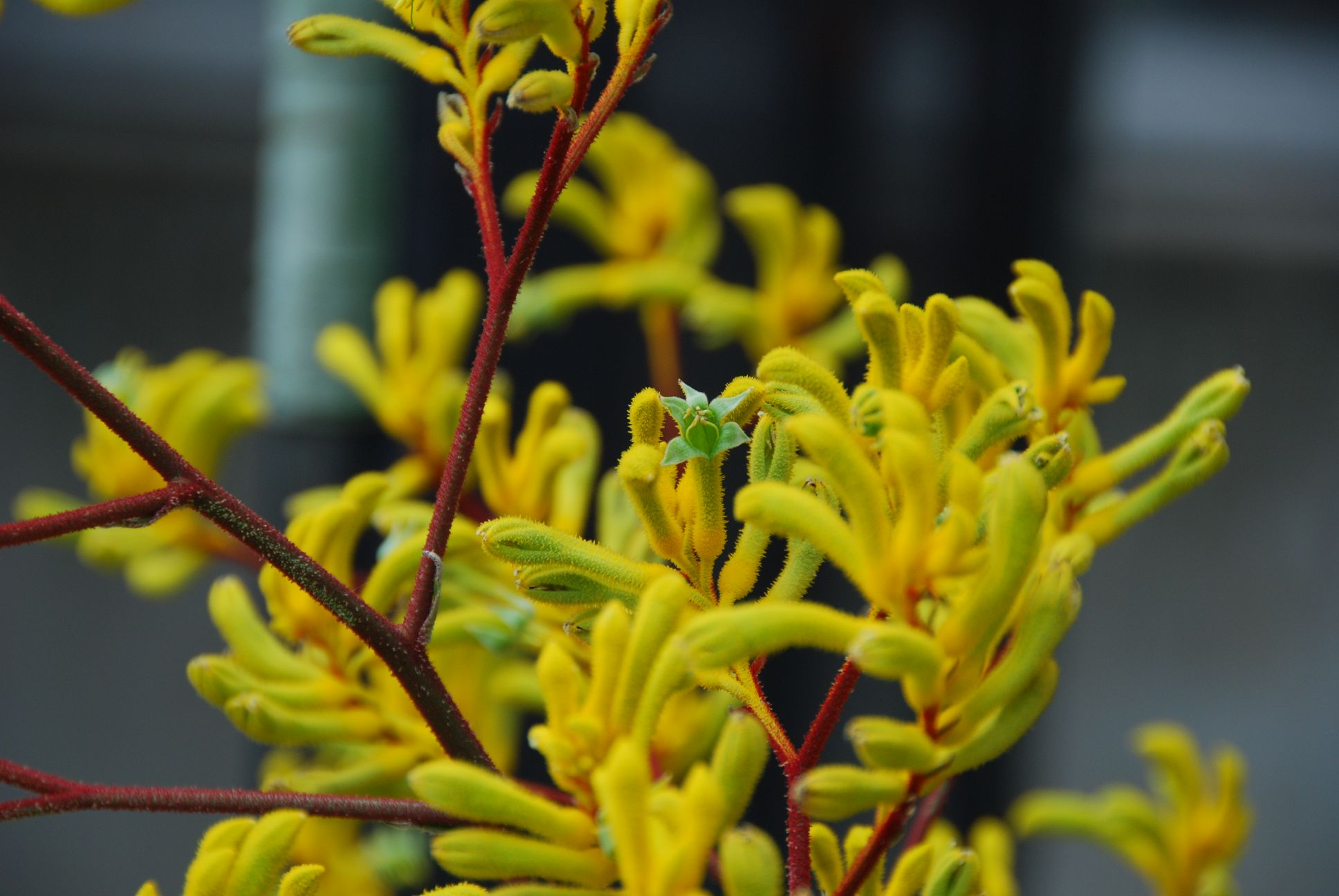
Anigozanthos flavidus

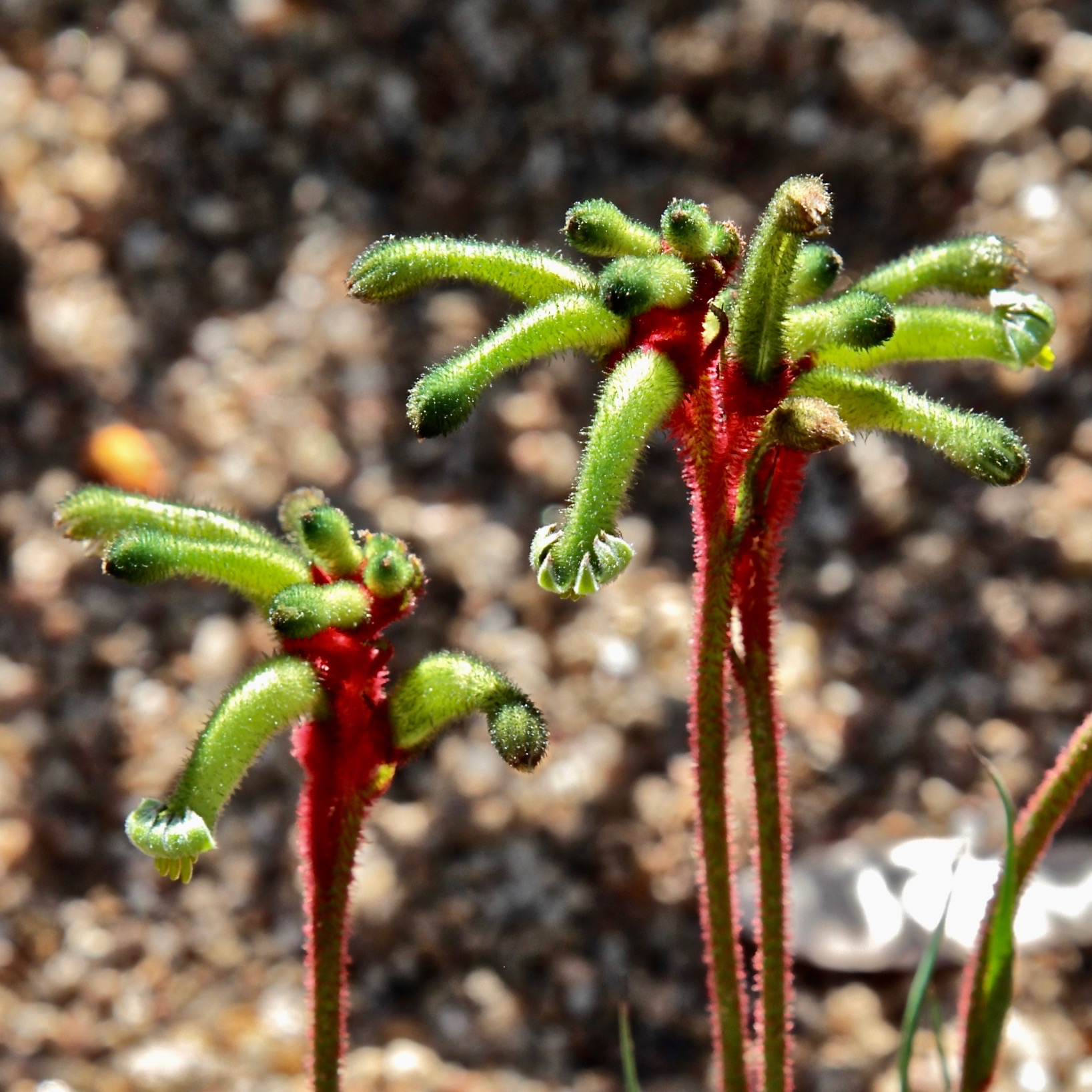
Anigozanthos gabrielae

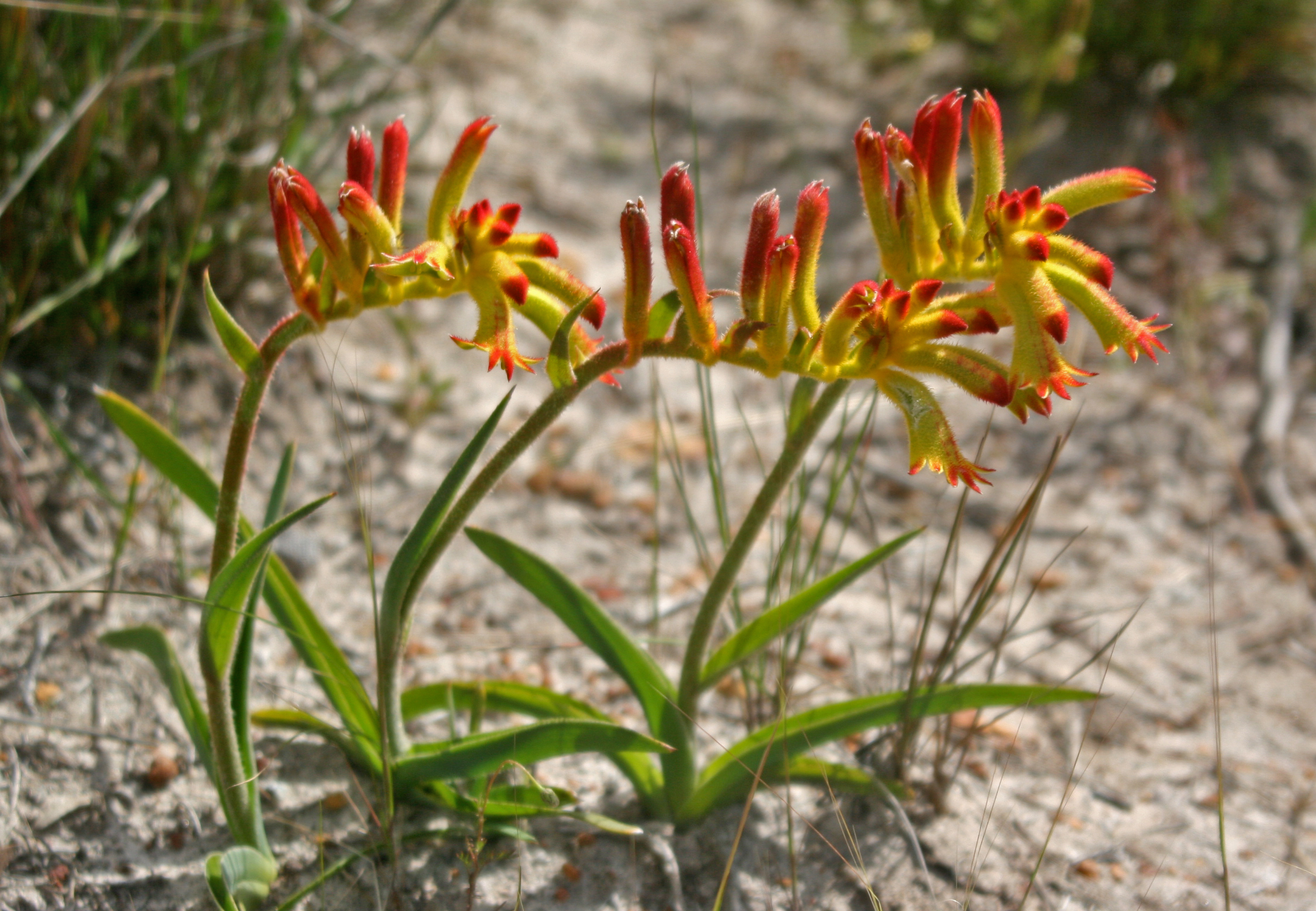
Anigozanthos humilis

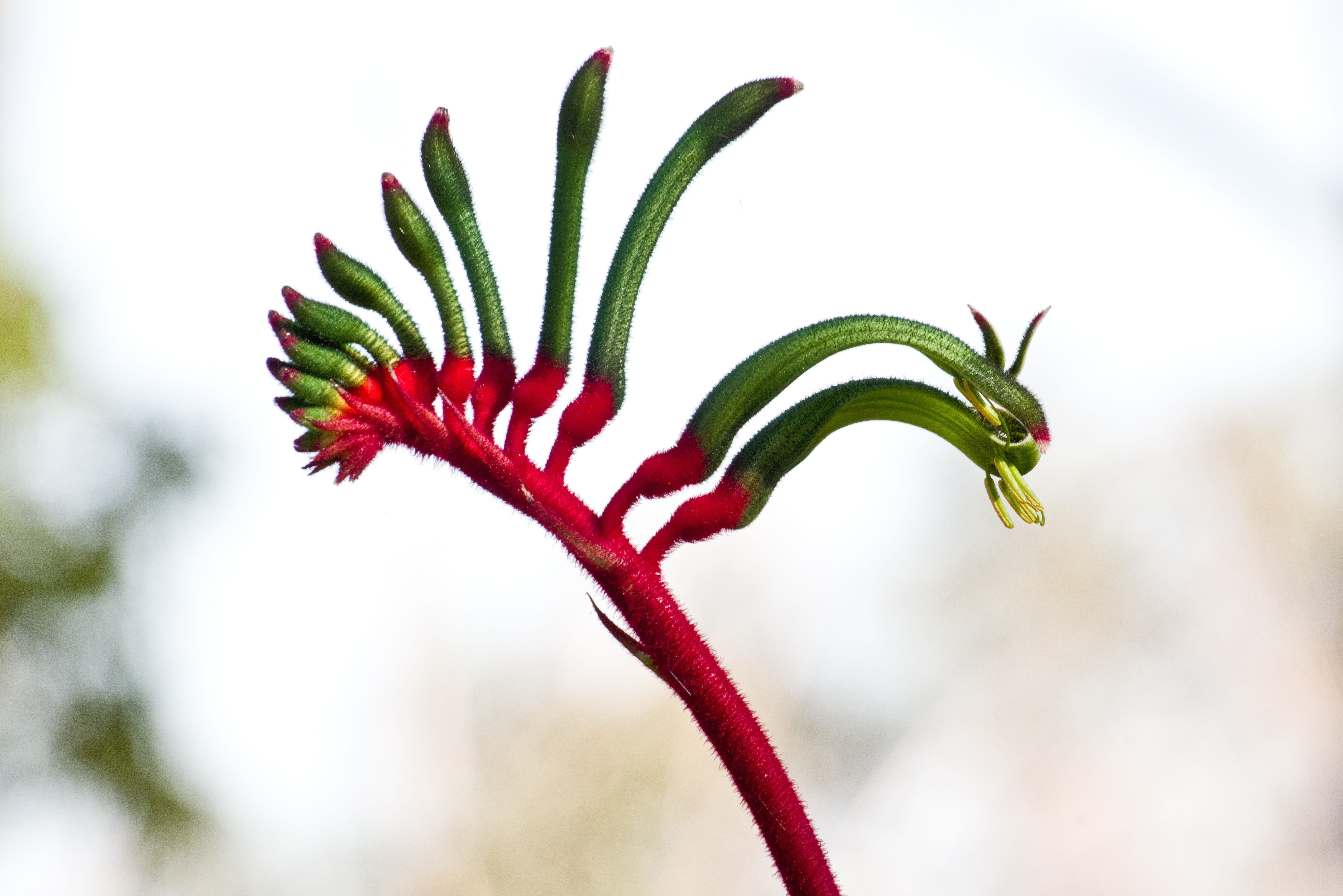
Anigozanthos manglesii

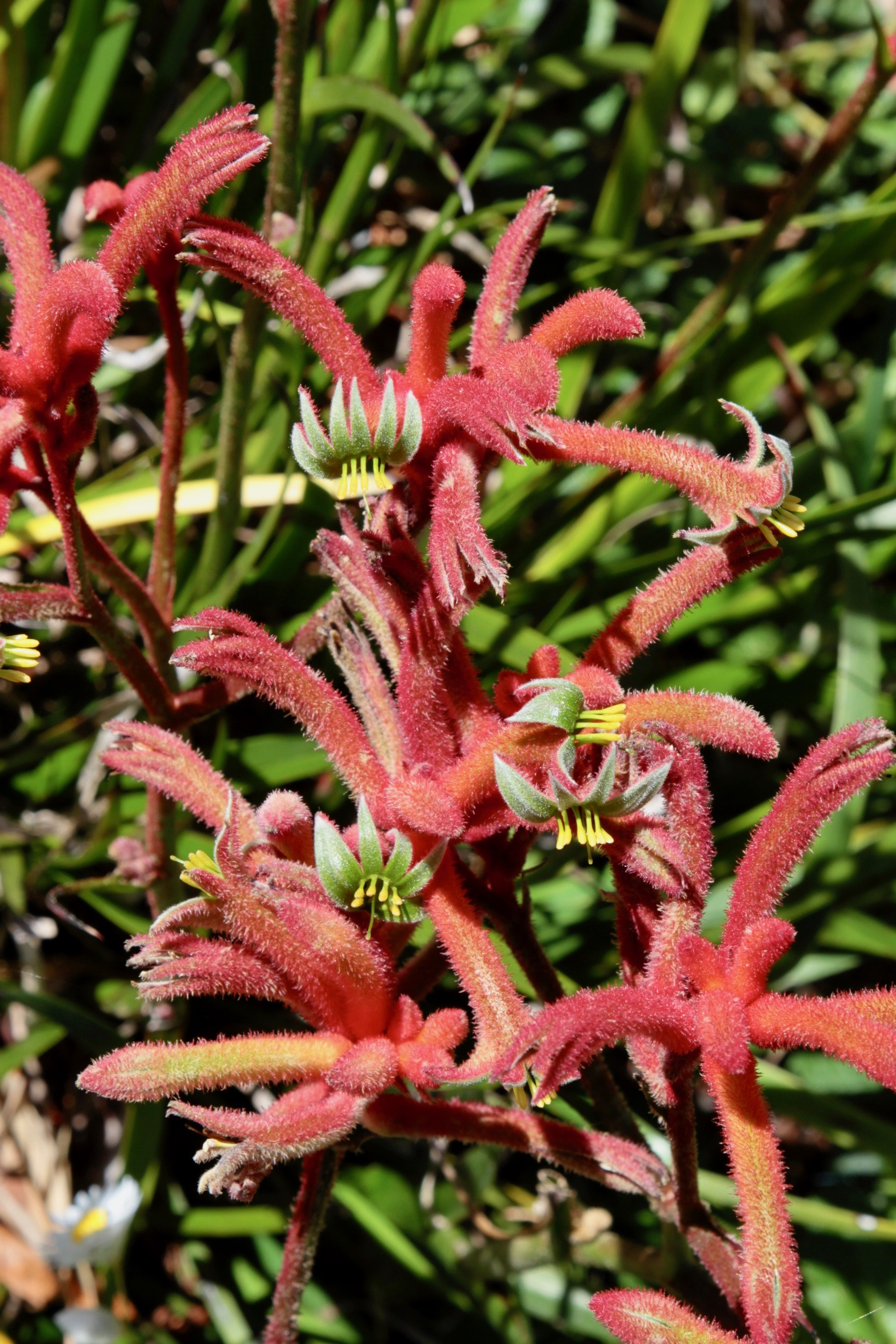
Anigozanthos rufus

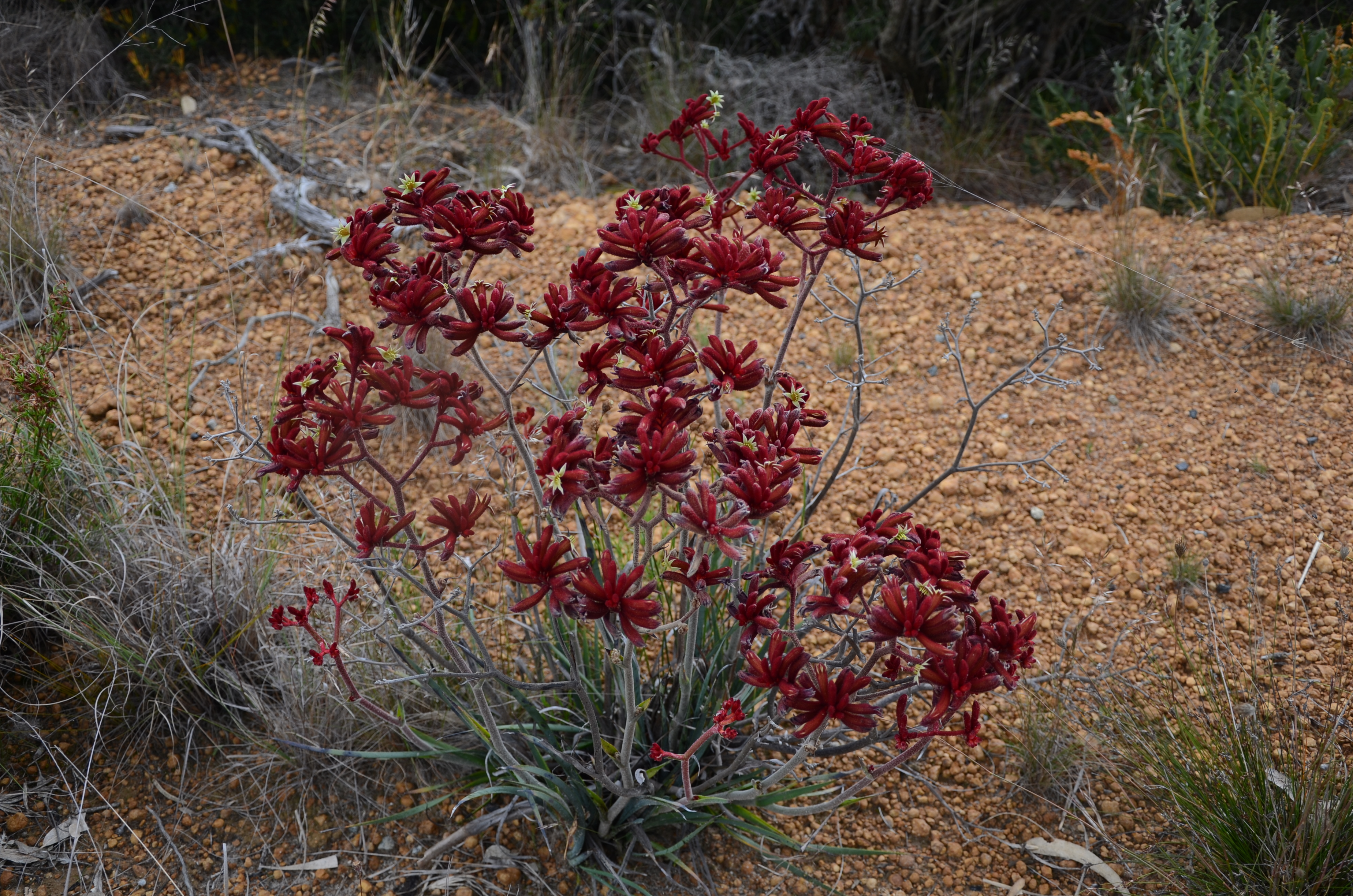
Anigozanthos rufus

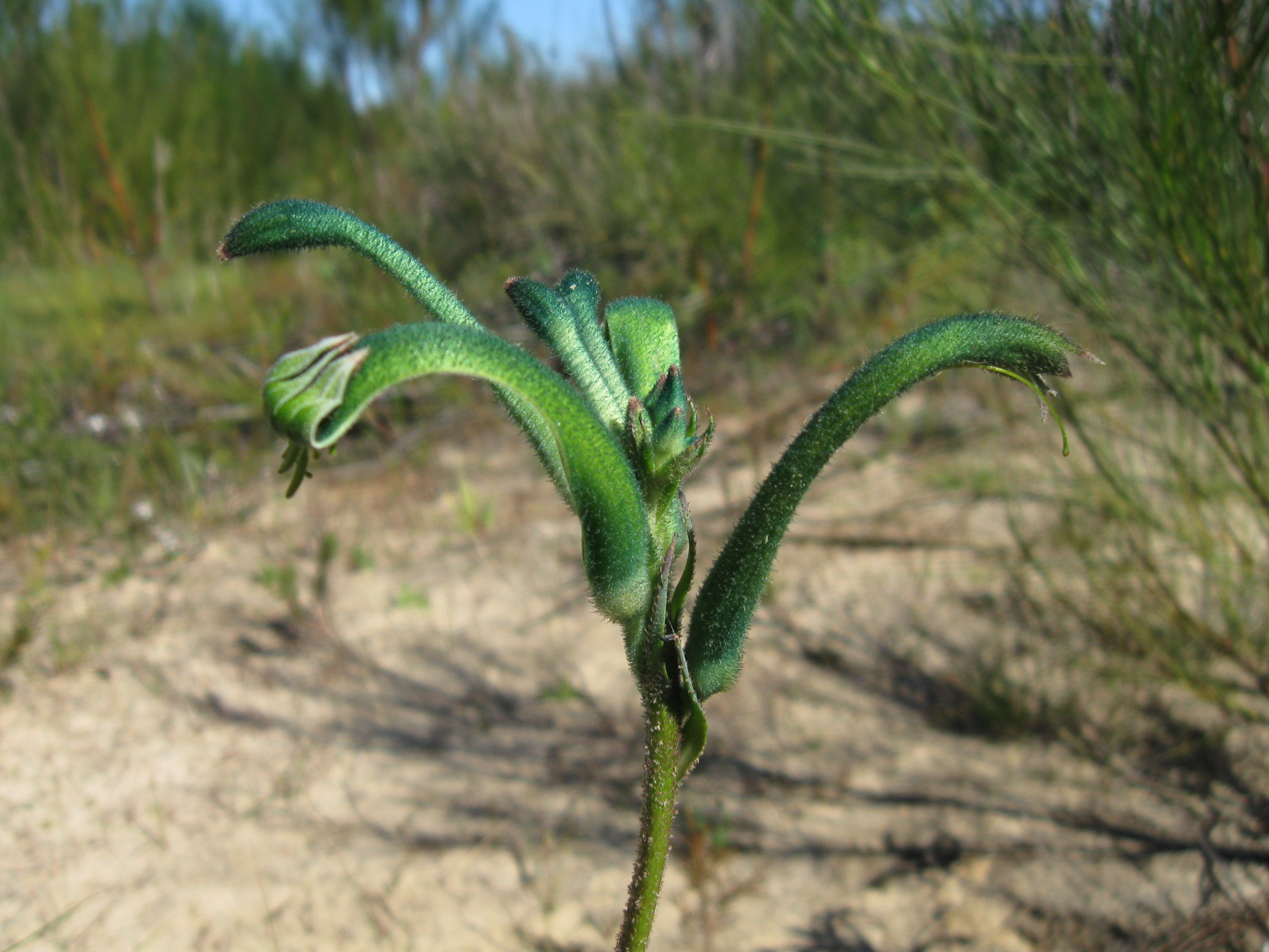
Anigozanthos viridis

RozwójRośliny wiecznie zielone lub przechodzące okres spoczynku. Kwitnienie roślin, a co za tym idzie wytwarzanie nasion, są stymulowane przez ogień i zależne od czasu, jaki upłynął od pożaru. Liczba kwiatostanów gwałtownie wzrasta w roku następującym po pożarze i istotnie spada po 5 latach. Badania kiełkowania nasion wykazały, że jest ono stymulowane przez związki chemiczne zawarte w dymie, w szczególności przez gliceronitryl.
Kwiaty roślin występujących na stanowiskach naturalnych zapylane są przez miodojady, takie jak miodopijek rdzawoszyi, miodojadek brązowy, miodaczek białouchy, koralicowiec czerwony i złotouch żółtoskrzydły. Kwiaty roślin uprawianych w Ameryce Północnej odwiedzane są przez koliberki żarogłowe i monarchy. Kwiaty roślin introdukowanych do Kolumbii odwiedzają brzęczki białobrzuche, a tych introdukowanych do Południowej Afryki – nektarniki i dudkowce.
SiedliskoWszystkie gatunki Anigozanthos występują w regionie klimatu śródziemnomorskiego, na glebach piaszczystych do piaszczysto-gliniastych, na wrzosowiskach kwongan, a także w lasach jarrah, lasach banksjowych i w formacjach zaroślowych mallee. A. humilis i A. onycis występują na suchych zboczach i wzniesieniach, natomiast A. viridis i A. gabrielae zasiedlają nisko położone obszary wilgotne zimą. A. flavidus jest jedynym gatunkiem występującym na terenach bardziej wilgotnych i zacienionych. Mimo tych różnic większość gatunków kolonizuje obszary niedawno wypalone lub naruszone.
Cechy fitochemiczneU niektórych gatunków wykryto obecność w ścianach komórkowych kwasu p-kumarowego i kwasu diferulowego. W roślinach obecny jest też kwas chelidonowy oraz rafidy. U roślin z gatunku A. rufus obecny jest naftalen anigorufon. U roślin z gatunku A. preissii obecne są dimery resweratrolu (anigopreissyny).
Interakcje międzygatunkoweRośliny żywicielskie dla pluskwiaków z rodzaju Creontiades oraz rdzy z gatunku Puccinia haemodori. Na kwiatach A. manglesii żerują pasikonikowate z gatunku Kawanaphila nartee.
GenetykaHaploidalna liczba chromosomów n wynosi 6.

## Systematyka
Pozycja systematycznaRodzaj z plemienia Conostylideae podrodziny Conostylidoideae w rodzinie hemodorowatych (Haemodoraceae) w rzędzie komelinowców (Commelinales). W systemie Takhtajana z 1997 roku zaliczany do rodziny Conostylidaceae w rzędzie Haemodorales.
Wykaz gatunków w podziale rodzaju według Geerincka
- sekcja Haplanthesis Benth. & F. Muell. – kwiatostan groniasty, kłosowaty, okwiat głęboko rozszczepiony, niemal do zalążni, komory zalążni wielozalążkowe, łączniki pylników bez wyrostków, łożysko rozszerzone 
  - Anigozanthos bicolor Endl.
  - Anigozanthos gabrielae Domin
  - Anigozanthos humilis Lindl.
  - Anigozanthos manglesii D.Don
  - Anigozanthos viridis Endl.
- sekcja Anigozanthos – kwiatostan wiechowaty, okwiat lekko lub średnio rozszczepiony, od 2 do 4 zalążków w każdej komorze zalążni, łączniki pylników bez wyrostków, łożysko równowąskie
  - Anigozanthos pulcherrimus Hook.
  - Anigozanthos rufus Labill.
- sekcja Ceratandra Benth. & F. Muell. – kwiatostan wiechowaty, okwiat lekko lub średnio rozszczepiony, komory zalążni wielozalążkowe, łączniki pylników z wyrostkami, łożysko rozszerzone
  - Anigozanthos flavidus Redouté
  - Anigozanthos preissii Endl.
- gatunki opisane po pracy Geerincka
  - Anigozanthos kalbarriensis Hopper
  - Anigozanthos onycis A.S.George

Geerinck wyróżniał w ramach rodzaju sekcję Macropidia (J. Drumm. ex Harv.) Geerinck, do której zaliczał gatunek Anigozanthos fuliginosus. Współcześnie sekcja ta uznawana jest jako odrębny, monotypowy rodzaj z gatunkiem Macropidia fuliginosa (Hook.) Druce.

## Nazewnictwo
Etymologia nazwy naukowejPochodzenie przedrostka nazwy (anigoz-) nie jest jasne. Według niektórych autorów pochodzi on od greckiego słowa ανοιγος (anoigos – otwarty), odnosząc się do sposobu wzrostu pędu kwiatostanowego, lub eufonicznie zmienionego słowa άνισος (anisos – nierówny), odnosząc się do nierównych listków okwiatu. Druga część nazwy pochodzi od greckiego słowa άνθος (anthos – kwiat).
Nazwy zwyczajowe w języku polskimW wydanej w 1827 roku pracy Stanisława Wodzickiego O chodowaniu, użytku, mnożeniu i poznawaniu drzew, krzewow i ziół celnieyszych ku ozdobie ogrodów, przy zastósowaniu do naszey strefy autor opisał dwa gatunki z rodzaju Anigozanthos: A. flavidus pod polską nazwą anigosanthos żółty i A. rufus pod nazwą anigosanthos rudy. Erazm Majewski w wydanym w 1894 roku Słowniku nazwisk zoologicznych i botanicznych polskich podał dwie polskie nazwy rodzaju Anigozanthos: kozociecznik i pałasznik. Józef Rostafiński w wydanym w 1900 roku Słowniku polskich imion rodzajów oraz wyższych skupień roślin oprócz powyższych podał także nazwy anigosanthos i bawiniec. W pracach bardziej współczesnych, takich jak Słownik nazw roślin obcego pochodzenia pod redakcją Ludmiły Karpowiczowej z 1973 roku, Słownik polsko-łacińsko-francuski roślin i zwierząt pod redakcją Rajmunda Leperta i Ewy Turyn z 2005 roku oraz Słownik roślin zielnych łacińsko-polski Wiesława Gawrysia z 2008 roku, rodzaj nie został ujęty.
Nazwy zwyczajowe w innych językachW języku angielskim rośliny te noszą nazwy kangaroo paw, co można tłumaczyć odpowiednio jako kangurza łapa. Niektóre gatunki (np. A. humilis) noszą nazwę cat's paw lub catspaw, co można tłumaczyć jako kocia łapa.

## Zastosowanie użytkowe

Herb Australii Zachodniej z kwiatostanami Anigozanthos manglesii

Rośliny ozdobneGatunkami Anigozanthos uprawianymi jako rośliny ozdobne są A. flavidus, A. humilis, A. manglesii, A. pulcherrimus i A. rufus.
Najszerzej rozpowszechnionym w uprawie gatunkiem jest A. flavidus, którego pęd kwiatostanowy osiąga 2 metry wysokości. Kwiaty roślin tego gatunku są zwykle żółto-zielone, rzadziej różowe, pomarańczowe, czerwone lub zielone. Gatunek ten uprawiany  jest na kwiat cięty. A. pulcherrima, o jasnożółtych kwiatach, osiąga 1 metr wysokości. Podobnej wielkości jest A. rufus o kwiatach brązowawokarmazynowych. Rośliny z gatunku A. manglesii, o pokrytych czerwonymi włoskami pędach i szczególnie atrakcyjnych, zielono-czerwonych kwiatach, są podatne na fytoftorozę i uprawiane jako rośliny dwuletnie.
Stworzono wiele kultywarów tego rodzaju, na potrzeby przemysłu kwiatów ciętych i roślin doniczkowych, takich jak:
- Anigozanthos seria odmian 'Bush Gems', o wysokim poziomie odporności na fytoftorozę
- Anigozanthos 'Amber Velvet' o pomarańczowych kwiatach,
- Anigozanthos 'Rambodiam' o białych kwiatach,
- Anigozanthos 'Pink Joey' o różowych kwiatach,
- Anigozanthos 'Cape Magenta' o magentowych kwiatach,
- Anigozanthos 'Rambueleg' o czerwonych kwiatach i pędach,
- Anigozanthos 'Red Cross' o ciemnoburgundowych kwiatach,
- Anigozanthos 'Tequila Sunrise' o złotopomarańczowych kwiatach,
- Anigozanthos 'Cape Aurora' o musztardowych kwiatach,
- Anigozanthos 'Harmony' o żółtych kwiatach i czerwonych pędach.

Rośliny z tego rodzaju preferują stanowiska gorące i nasłonecznione i wymagają dobrze przepuszczalnej gleby, bogatej w składniki odżywcze. Często chorują na fytoftorozę. W warunkach uprawy kwitnienie roślin pobudza się dodatkiem nawozu i popiołu, usunięciem liści oraz podgrzaniem podłoża. Rozmnaża się je z nasion lub przez podział kęp. Nie są to rośliny mrozoodporne (strefy mrozoodporności 8B–12B).
Rośliny spożywczeKłącza tych roślin są jadalne.

## Obecność w kulturze
Anigozanthos manglesii stanowi motyw roślinny w herbie Australii Zachodniej.